# Tipula (Lunatipula) wolfi
Tipula (Lunatipula) wolfi is een tweevleugelige uit de familie langpootmuggen (Tipulidae). De soort komt voor in het Palearctisch gebied.